# Oliarus concinnula
Oliarus concinnula är en insektsart som beskrevs av Fowler 1904. Oliarus concinnula ingår i släktet Oliarus och familjen kilstritar. Inga underarter finns listade i Catalogue of Life.